# Unterpleichfeld
Unterpleichfeld là một đô thị trong huyện Würzburg bang Bayern, Đức.